# Formazione dei Running Wild

## Formazione

### Attuale
- Rolf "Rock 'n' Rolf" Kasparek - voce, chitarra (1979 - 2009, 2011 - oggi)
- Peter "PJ" Jordan - chitarra (2005 - 2009, 2011 - oggi)

### Ex componenti
- Uwe Bendig - chitarra (1979 - 1982)
- Matthias Kaufmann - basso (1979 - 1982)
- Hasche - batteria (1979 - 1987, 1989)
- Preacher - chitarra (1982 - 1985)
- Stephan Boriss - basso (1982 - 1987)
- Majk Moti - chitarra (1985 - 1990)
- Jens Becker - basso (1987 - 1992)
- Stefan Schwarzmann - batteria (1987 - 1988, 1992 - 1993)
- Iain Finlay - batteria (1988 - 1989)
- Axel Morgan - chitarra (1990 - 1993)
- AC - batteria (1990 - 1992)
- Thomas "Bodo" Smuszynski - basso (1992 - 2000)
- Thilo Hermann - chitarra (1994 - 2001)
- Jörg Michael - batteria (1990, 1994 - 1998)
- Angelo Sasso - batteria (1999 - 2002)
- Peter Pichl - basso (2001 - 2008)
- Metalmachine - batteria (2002 - 2009)

### Turnisti
- Chris Efthimiadis - batteria  (1998 - 1999, 2000 - 2001)
- Bernd Aufermann - chitarra (2002 - 2005)
- Jan-Sören Eckert - basso (2009)